# Дизайн уровней
Дизайн уровней (англ. level design, environment design) или маппинг (англ. game mapping) — дисциплина в разработке компьютерных игр, которая включает в себя создание уровней для игр — локации, миссии, задания и прочее окружение. Обычно это делается с помощью редактора уровней, предназначенного для создания уровней в играх.

## История
В ранние годы развития компьютерных игр один программист создавал уровни, графику, игровую механику и т. д. Поэтому отдельной профессии дизайнера уровней не существовало.
Ранние игры зачастую имели систему восходящих по трудности уровней, в отличие от прогрессирования сюжетной линии.
Первый жанр игр, в котором требовалась долгая работа по созданию уровней, были текстовые игры, например, MUD’ы. Часто сами пользователи содействовали улучшению игры, создавая новые задания, снаряжение, персонажей, при этом часто используя интерфейс игры. ZZT является одной из ранних игр, позволяющих игрокам создавать собственные карты и даже триггеры и скрипты.
Одной из первых игр, в которых присутствовал полноценный встроенный редактор, была Lode Runner, для которой можно было создавать собственные уровни.
Doom (1993) и Doom II (1994) были первыми двумя играми, сфокусированными на популярность и развитие моддинга в сообществе, которое впоследствии создало множество WAD-файлов для игр. Одной из причин этого было четкое разделение между файлами с игровым контентом и файлами с самим игровым движком. Half-Life, Quake 3 и многие другие игры имеют встроенные инструменты для редактирования уровней, вместе с сообществом, которое заинтересовано в пользовательском контенте.
В некоторых играх, например, в поджанре Roguelike уровни в игре сгенерированы процедурно. В этих случаях разработчик игры выбирает разные вариации архитектуры уровней, редактируя параметры в алгоритмах случайного генерирования уровней.

## Процедура
Дизайн уровня начинается с создания концептуального дизайна. Для этого чаще всего привлекают художника, который способен создать наброски уровня, но не обладающего профессиональными навыками дизайнера уровней.
В современных играх дизайн уровня включает в себя документацию по дизайну, моделирование, заполнение ландшафта и установка на него различных объектов. Как правило, всё это осуществляется с помощью редактора уровней. Иногда редакторы уровней являют собой многофункциональные пакеты инструментов, способные конкурировать даже с коммерческим 3D-моделированием. Существуют несколько основных этапов в процессе создания уровней. В играх различных жанров эти этапы могут отличаться в соответствии с особенностями игры.
Основные этапы включают:
- Разбивку территории карты на сектора — горы, города, туннели, площади для возможности перемещения игрока и противников[14];
- Определение отдельных регионов на карте, где должна происходить какая-либо деятельность, например, добыча ресурсов, строительство базы и т. д.;
- Определение нестатических объектов на карте, например, двери, ключи, кнопки, взаимодействующие с разными механизмами, скрытые проходы и т. д.;
- Определение мест организаций, например, точки возрождения врагов[15], игрока, размещение лестниц, монет, скоплений ресурсов, оружия, точек сохранения и т. д.;
- Определение мест старта и конца для одного или нескольких игроков;
- Добавление определённых деталей, например, текстур, звуков, анимаций, освещения и музыкального сопровождения и т. д.;
- Добавление скриптов и триггеров на уровень;
- Добавление скриптов поиска пути для мобов, области, в которых они могут находиться, действия, которые будут происходить после пересечения определённого триггера и диалоги с игроком и между мобами[5].

Дизайн уровня может состоять из нескольких итераций для достижения желаемого результата.
Создание кат-сцен в большинстве случаев требует дополнительных навыков, и поэтому они создаются отдельными сотрудниками или даже командой.
Дизайнеры уровней, а также художники, иногда нужны для проведения предварительного рендеринга уровня или целого игрового мира.

### Баги в уровнях
Существует большое количество ошибок на уровнях, которые дизайнеры уровней стараются избегать. Так как эти ошибки не всегда бывают замеченными сразу, они некоторое время остаются на уровне.
Игрок может застревать в геометрии карты, без возможности найти из такой ситуации выход или же умереть. Игрок может находить разные места, на которых можно зарабатывать большое количество очков, убивая возрождающихся там монстров или других врагов. В многопользовательских картах игрок может каким-то образом попасть на позицию, которая должна быть недоступна для игроков, например, на крышу дома, которая является прекрасной позицией для кемпинга. В худшем случае игрок может выпасть за пределы игровой зоны, откуда его не смогут достать другие игроки.
В некоторых случаях специальные инструменты для создания карт могут иметь предусмотренную функцию для обнаружения подобных ошибок на картах. Тщательные дизайнеры уровней всегда используют подобные инструменты как завершающий этап в создании карты. В большинстве случаев лучшим способом для определения ошибок на карте является тестирование карты опытными игроками, которые имеют возможность доложить об ошибке.

## Дизайнер уровней
Дизайнер уровней — это геймдизайнер, который создаёт уровни в игре, используя редактор уровней и другие инструменты для маппинга. Дизайнеры уровней, как правило, начинают работу с предварительного варианта уровня к последнему, работая с неполной и полной версией игры. Игровой программист занимается созданием редактора уровней, а также других вспомогательных инструментов, нужных дизайнеру уровней. Это устраняет потребность в навыках дизайнеров изменять или модифицировать код игры. В отличие от инструментов редактирования уровней, доступных сообществу, дизайнер уровней работает с прототипным программным обеспечением, стремясь к логичности уровня и созданию чистого шаблона перед тем, как потребуется работа художника. Многие дизайнеры уровней также имеют навыки в изобразительном искусстве и геймдизайне, хотя в последнее время работа с визуальной, структурной и геймплейной частью игры была разделена на несколько специальностей.
Также, кроме создания окружения для обитания игрока, дизайнер уровней может указывать размещения NPC и кат-сцен. Он также может работать на высоком уровне с кодом игры, изменяя правила игры или систему зачисления статистики.

### Известные дизайнеры уровней
Многие дизайнеры уровней внесли значительный вклад в игровую индустрию, а именно для шутеров от первого лица. Например, Джон Ромеро, ответственный за высокий уровень дизайна в игре Doom, Ричард Грей (англ. Richard Gray), создатель множества уровней в играх Duke Nukem 3D и SiN.

## Цели дизайна
Дизайн уровней необходим для двух основных целей — предоставление задачи игроку и предоставление удовлетворительной игровой среды. Хороший дизайн уровня стремится к обеспечению качественного геймплея, погружению игрока в мир игры и иногда для улучшения и дополнительного раскрытия сюжетной линии. Умелое использование звуков и текстур на уровне также необходимо для погружения игрока в игру.

### Изменения геймплея
Дизайн уровня может существенно повлиять на игровой процесс. Например, геймплей может быть смещён в сторону платформера (большое и тщательное размещение платформ на уровне) или в головоломку (интенсивное использование кнопок, ключей, дверей и т. д.). Дизайн некоторых 3D-шутеров может быть построен специально для предотвращения снайперского огня, исключая долгие коридоры и открытые пространства, а в других случаях наоборот.
Тестовые карты (англ. Gimmick maps) создаются дизайнерами уровней для тестирования особенностей игры, например, для проверки характеристик видов вооружения, боевой системы, игрового интеллекта NPC и т. д. Хотя тестовые карты полезны для дизайнеров уровней, тестеров и опытных игроков, они, как правило, не включаются в список уровней в финальной версии игры из-за отсутствия интереса к переигрыванию.

### Управление игроком
Уровни часто построены так, чтобы все время направлять игрока к его первостепенной цели, а также избежать путаницы и «свободных прогулок». Это может быть достигнуто разными путями.
На уровнях бонусы, снаряжения, оружие могут быть размещены на пути, по которому должен идти игрок для дальнейшего развития сюжетной линии. Это будет все время направлять игрока, поскольку он будет нуждаться в пополнении боеприпасов и количества здоровья. Такая техника направления игрока к цели часто используется в играх жанра платформер.
Освещение и иллюминация, как и объекты яркого отличительного цвета, также используются для направления игрока к цели. Такая система присутствует в игре Mirror's Edge. Аналогичным способом могут быть введены контрольные точки, где происходят сохранения текущего процесса прохождения.
Другим методом является стратегическое размещения разрушаемых препятствий, которые будут наталкивать игрока на мысль о том, что за этими препятствиями расположен нужный проход, заставляя его разрушить их и пройти в верном направлении. Такой способ используется в играх, действия которых происходит в закрытых пространствах.
Уровни могут быть спроектированы так, чтобы заставить игрока изучить карту местности перед тем, как начать играть. В играх жанра стратегий в реальном времени игроку в начале даётся определённое количество ресурсов и начальная точка; но дополнительные запасы ресурсов могут располагаться возле вражеской базы, тем самым провоцируя конфликт между сторонами. Если в многопользовательской карте один игрок имеет явное преимущество перед другим, поскольку ресурсы, например, расположены ближе к нему, то это фактор того, что дизайн уровня плохой. Во избежание этого часто делаются так называемые «зеркальные» карты, где все стратегические объекты и ресурсы расположены на одинаковом расстоянии от всех игроков.

## Скрытые детали
Дизайнеры уровней иногда создают скрытые комнаты или области на уровне, которые тяжело обнаружить. При обнаружении таких мест игрок часто получает дополнительное снаряжение, например, амуницию или оружие. Случайные игроки, как правило, не исследуют подробно уровни и не находят скрытых областей, но эти области интересны для документирования и исследования хардкорным игрокам. Иногда такие места служат в качестве пасхальных яиц, в которых содержатся сообщения игроку, например, имя дизайнера уровней, картинка или шутка. Одной из первых трёхмерных игр, содержащих скрытые места, была Wolfenstein 3D: на её уровнях присутствовали стены, которые можно было «толкнуть», открыв полку со снаряжением и боеприпасами. В игре Quake, например, было много секретных мест, в которых имелось множество боеприпасов, оружия, бонусов, а в одном секретном месте на стене была нарисована Dopefish. Кроме того, войти в самый тяжёлый уровень сложности в игре можно было только через секретный портал, который находился в одном из секретных мест на первой локации.
В некоторых играх бывали целые секретные уровни, на которые игрок мог попасть только через скрытые двери или порталы. Например, в игре Duke Nukem 3D существовал обычный уровень, на котором имелось два портала: при прохождении первого игрок попадал на следующий сюжетный уровень, а при прохождении второго — на секретный.

## Инструменты
Существует большое разнообразие инструментов, с помощью которых создаются уровни. Хотя быстрее разрабатывать модели и текстуры в широко известных профессиональных редакторах, но иногда это требуется делать в собственном редакторе, позволяющем сохранить исходный файл в подходящем для данного игрового движка формате. Если же работать в распространённых редакторах, то могут понадобиться уникальные компиляторы и конвертеры, способные сохранить исходной файл в нужном формате.
К игровым редакторам для Windows относятся Unreal Development Kit, Unity, Valve Hammer Editor, UnrealEd, 3D World Studio, Aurora Engine, Q3Radiant, Grome и другие. Мультиплатформенные движки требуют соответственные редакторы, как например, GtkRadiant, который базируется на Q3Radiant или свободный QuArK. Некоторые игры имеют встроенные редакторы уровней, например, Battlezone II: Combat Commander, Cube 2: Sauerbraten и Doom 3. К консольным играм с встроенными редакторами относятся TimeSplitters, разработанная Free Radical Design. Иногда профессиональное программное обеспечение, например, 3D Studio Max, Blender, AutoCAD, Lightwave 3D, Maya, Softimage XSI используется со встроенным плагином для отдельной игры, к примеру, серии S.T.A.L.K.E.R.